# Střídavá péče (film)
Střídavá péče (originální francouzský název Jusqu'à la garde) je francouzské filmové drama z roku 2017, debutový celovečerní film režiséra Xaviera Legranda. Hlavní role rozvedených a nesmiřitelných rodičů nezletilého chlapce, o jehož výchovu se nyní soudí, ztvárnili Denis Ménochet a Léa Drucker. Film obdržel několik ocenění, včetně ceny za nejlepší debut a Stříbrného lva za režii na Benátském filmovém festivalu a čtyř Césarů pro nejlepší film, nejlepší původní scénář, nejlepší střih a nejlepší herečku pro Léu Drucker. V roce 2018 film vyhrál cenu pro nejlepší film sekce „Nová Evropa“ na pražském Febiofestu. Snímek tematicky i hereckým obsazením navazuje na krátký Legrandův film Než o všechno přijdeme z roku 2014.

## Děj
Miriam a Antoine, rozvedení rodiče jedenáctiletého Juliena, se urputně soudí o jeho výchovu. Miriam žádá o úplný zákaz styku s otcem, zatímco Antoine trvá na střídavé péči. Ačkoli fyzický zjev obou rodičů (útlá vystresovaná žena a statný, poněkud hrubě vyhlížející muž) částečně podporuje Miriamino líčení svého bývalého manžela jako hrubiána a násilníka, jenž je schopen ublížit dokonce i vlastní dceři, soudkyně trpělivě vyslechne právní zástupce obou stran a nakonec skutečně rozhodne o střídavé péči.
Miriam, její rodina i samotný Julien jsou nuceni rozhodnutí soudu akceptovat, a tak chlapce čeká každý druhý víkend strávený s otcem, jehož vlastně nemá rád, bojí se ho a označuje ho – již ve svém dopisu soudu – pouze zájmenem „Tamten“. Během těchto víkendů pobývají oba u Antoinových rodičů, kteří se k svému vnukovi chovají poměrně snesitelně, ovšem samotný Antoine velmi rychle přestane předstírat nezištné úmysly a začne Juliena zneužívat k morálnímu nátlaku na ostatní členy rodiny. Dokonce se mu podaří zjistit nové bydliště rodiny, která se právě ze strachu před ním odstěhovala na neznámé místo – chlapec mu tuto adresu nechce prozradit, vzdoruje a když to nejde jinak, dokonce od něj uteče, ale Antoine nekompromisně využije své duševní a částečně i fyzické převahy – a s cizími klíči nakonec stane přímo v nové předsíni své bývalé manželky. Tu horoucně ubezpečuje, že svého chování lituje a že se změnil, ale když ji následně fyzicky napadne během oslavy jejich mezitím už dospělé dcery, je jasné, že jeho slova, ač v danou chvíli pravděpodobně upřímné, v žádném případě neodpovídají realitě.
Vyvrcholením celého období „střídavé péče“, které je jedním velkým omylem a během něhož malý Julien prožívá akorát narůstající hrůzu z otcova výbušného chování (kvůli němuž Antoina dokonce vyhodí z domu vlastní rodiče), je noční „návštěva“ nespokojného a žárlícího exmanžela u Miriam. Ta je sama doma s Julienem, a když ignoruje Antoinovy telefonáty, je přesvědčena, že nastane klid – alepoň pro daný den. Až výstřely z brokovnice ji přesvědčí o opaku. Když se Antoine, nehledě na přítomnost svého údajně milovaného dítěte, postupně prostřílí vchodovými dveřmi dovnitř a stane před zamčenou koupelnou, kde se ve vaně schovávají k smrti vyděšená Miriam i s Julienem, policie je už na cestě, ale nebýt pozorné sousedky, celý případ mohl skončit tragicky.
V otevřeném závěru zůstává nezodpovězena otázka, zda státní systém alespoň teď ochrání zájmy zbytku rodiny, a zejména malého Juliena.

## Obsazení
| Denis Ménochet     | Antoine Besson       |
| Léa Drucker        | Miriam Bessonová     |
| Thomas Gioria      | Julien               |
| Mathilde Auneveux  | Joséphine            |
| Florence Janas     | Sylvia               |
| Mathieu Saïkaly    | Samuel               |
| Jean-Marie Winling | Joël, Antoinův otec  |
| Jean-Claude Leguay | André, Miriamin otec |

## Ocenění (výběr)

### Ocenění
2017
- Stříbrný lev pro nejlepšího režiséra na Benátském filmovém festivalu
- Cena Luigiho de Laurentiise pro nejlepší debutový celovečerní film na Benátském filmovém festivalu
- Cena diváků pro nejlepší evropský film na Mezinárodním filmovém festivalu v San Sebastiánu

2018
- Cena Louis Delluc za nejlepší debut

2019
- cena Prix Lumières za nejlepší debut
- César:
  - César pro nejlepší film
  - César pro nejlepší původní scénář – Xavier Legrand
  - César pro nejlepší herečku – Léa Drucker
  - César pro nejlepší střih – Yorgos Lamprinos
  - César des lycéens

### Nominace
- César:
  - César pro nejlepšího režiséra – Xavier Legrand
  - César pro nejlepšího herce – Denis Ménochet
  - César pro nejslibnějšího herce – Thomas Gioria
  - César pro nejlepší kameru – Nathalie Durandová
  - César pro nejlepší zvuk – Julien Sicart, Julien Roig, Vincent Verdoux
  - César pro nejlepší filmový debut – Xavier Legrand